# Oslo astrologiske ur

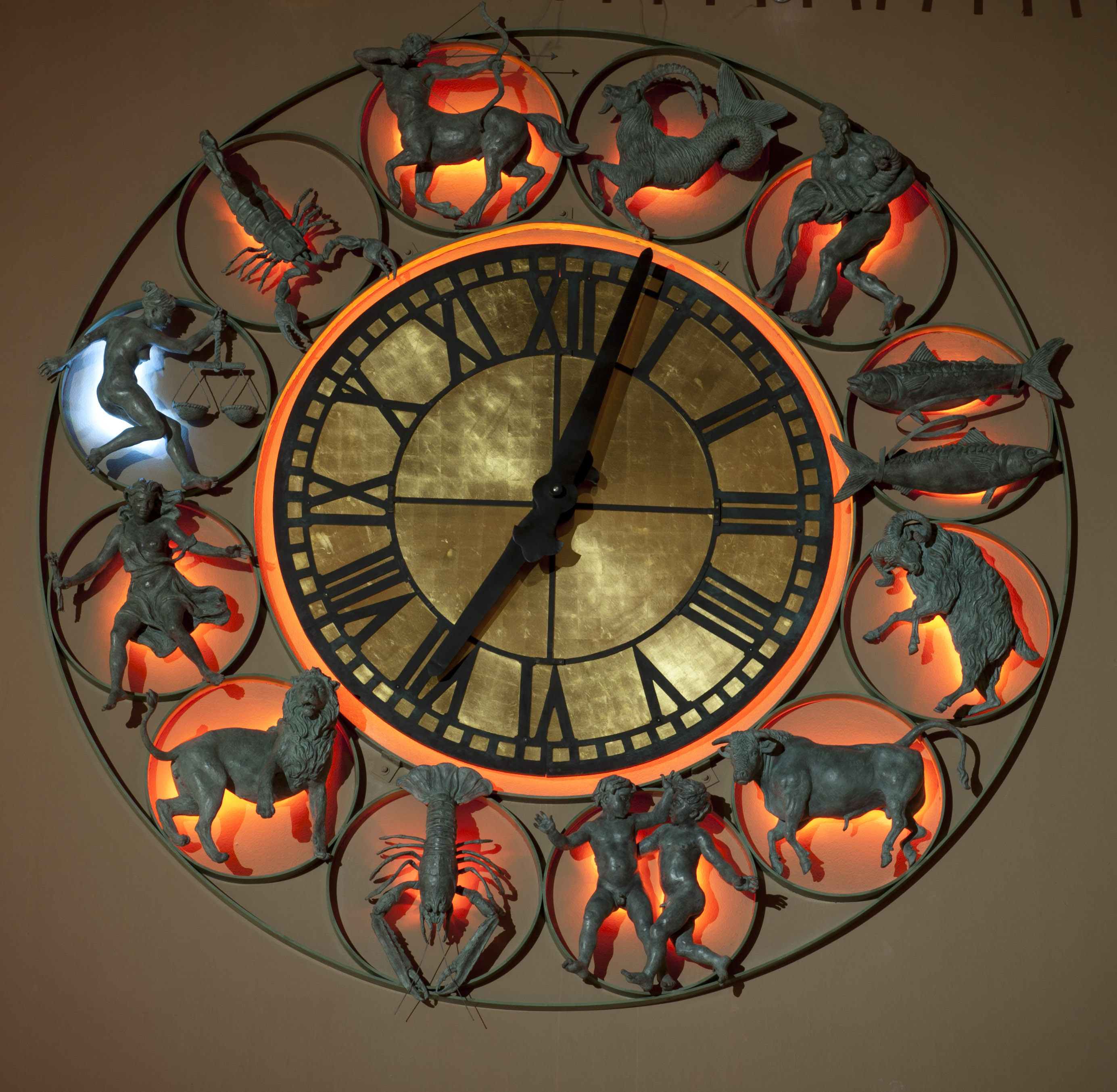
Oslo astrologiske ur.

Oslo astrologiske ur är ett astronomiskt ur på Karl Johans gate i Oslo som har skapats av konstnärsparet Elena Engelsen och Per Ung.
Det består av en rund urskiva omgiven av tolv belysta  stjärntecken i patinerad brons. Urskivan är förgylld med bladguld och det aktuella stjärntecknet belyses kvällstid med en avvikande färg. Uret, som väger ett ton, radiostyrs från en sändare i Mainflingen i närheten av  Frankfurt i Tyskland. Det invigdes den 20 oktober 2010 i närvaro av Oslos borgmästare Fabian Stang och tolv av Norges främsta astrologer.